# کپ‌-دای
کپ-دای (به فرانسوی: Cap-d'Ail؛ یا Capo d'Aglio; تلفظ فرانسوی: [kap daj] ; اکسیتان: Caup d'Alh ; ایتالیایی: Capodaglio) یک کمون ساحلی در بخش آلپ-ماریتیم در منطقه پروانس-آلپ-کوت دازور در جنوب شرقی فرانسه است. کپ-دای ۲٫۰۴ کیلومتر مربع مساحت دارد و در سال ۲۰۱۹، ۴۵۲۳ نفر جمعیت داشته‌است.

## جغرافیا
کپ-دای با مناطق له کل، له رووار و فونوی در موناکو هم‌مرز است.
امروزه کپ-دای یک استراحتگاه ساحلی مدرن با منطقه خرید پرجنب‌وجوش و مناطق مسکونی آرام و شیک است. بسیاری از افرادی که در موناکو کار می‌کنند در آنجا زندگی می‌کنند. پلاژ مالا (Plage Mala) مورد توجه بسیاری از مسافران یک روزه از موناکو و نیس است.

## نگارخانه

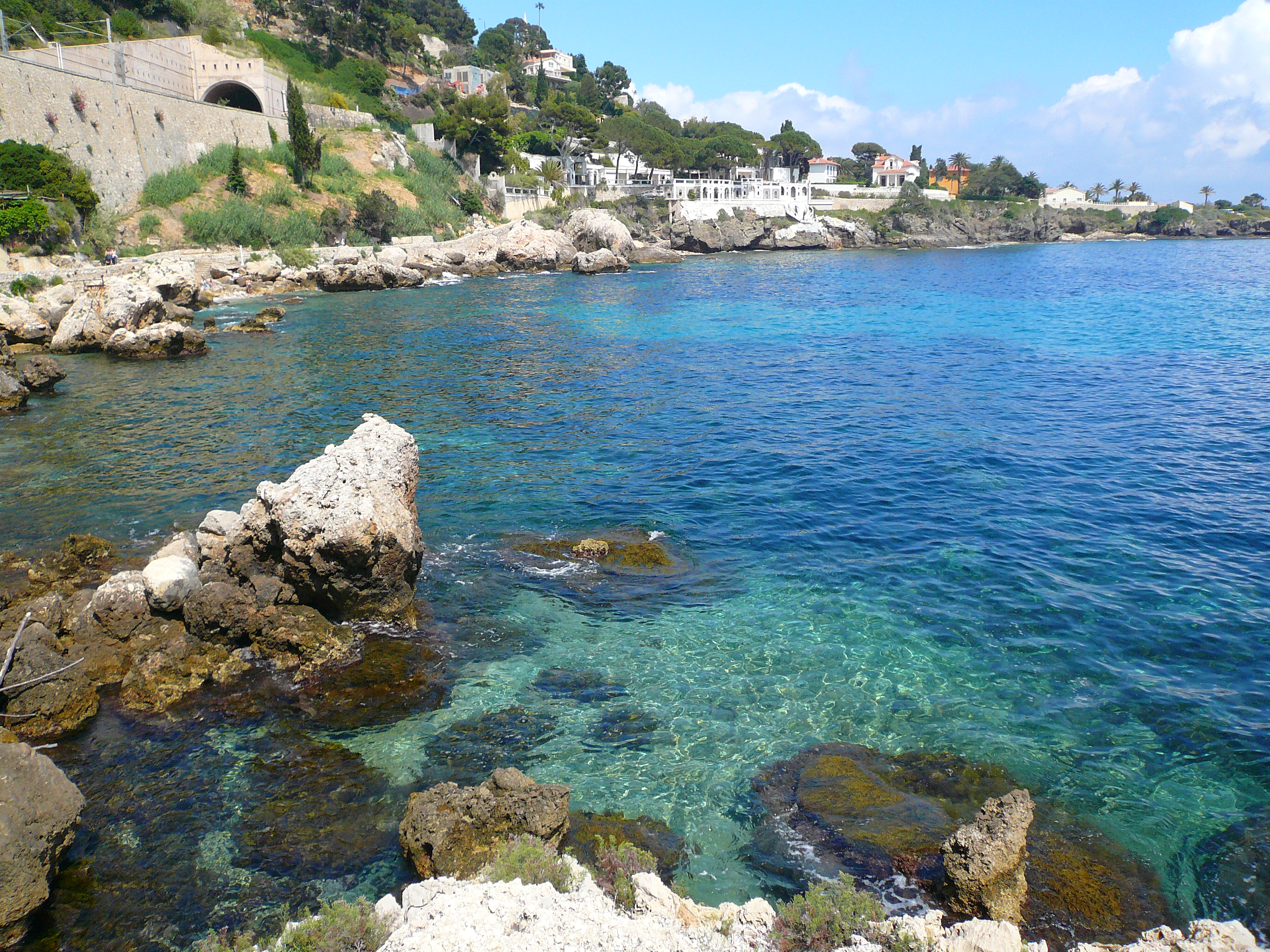
خط ساحلی در کپ-دای
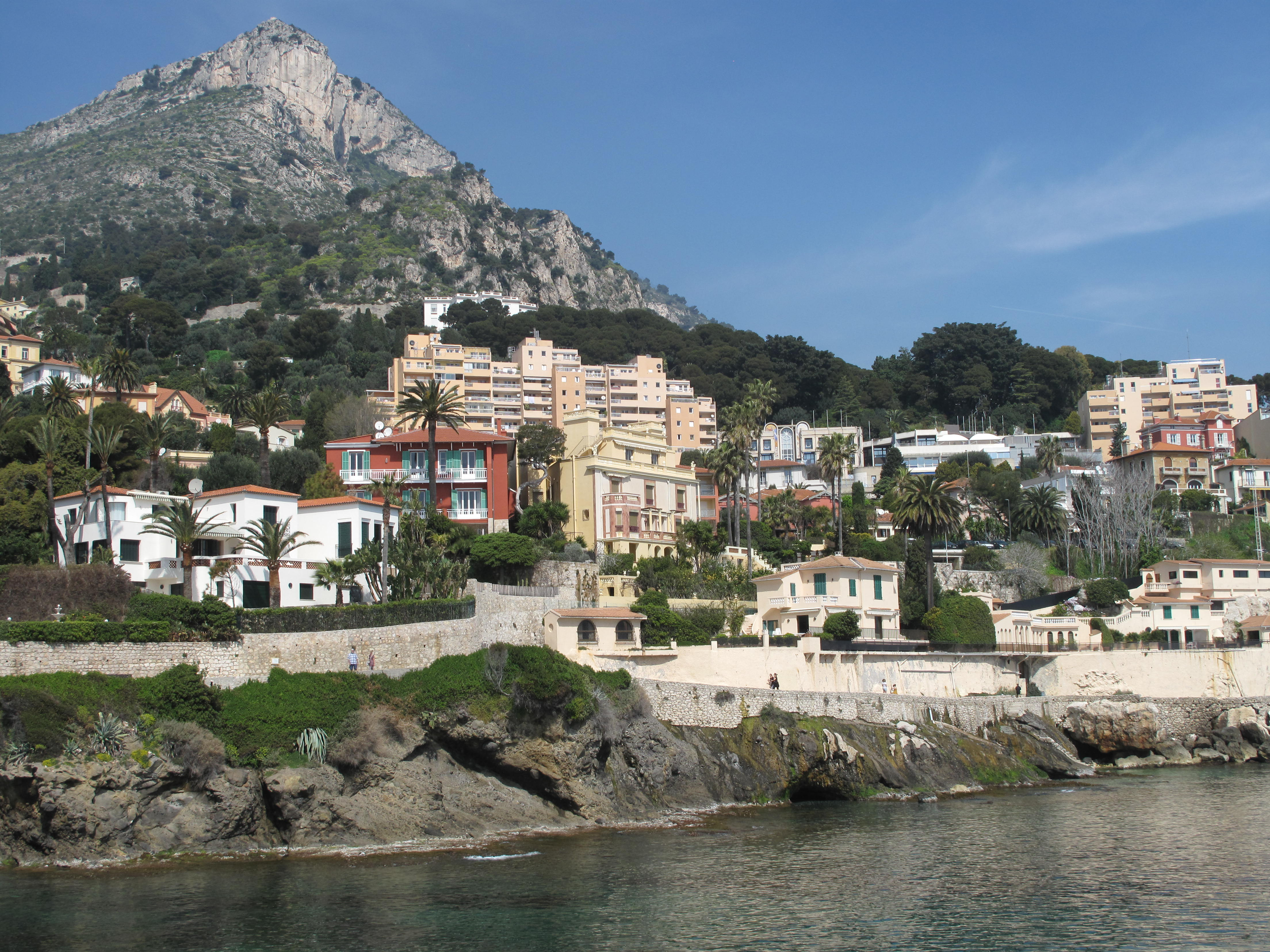
کپ-دای از دریا
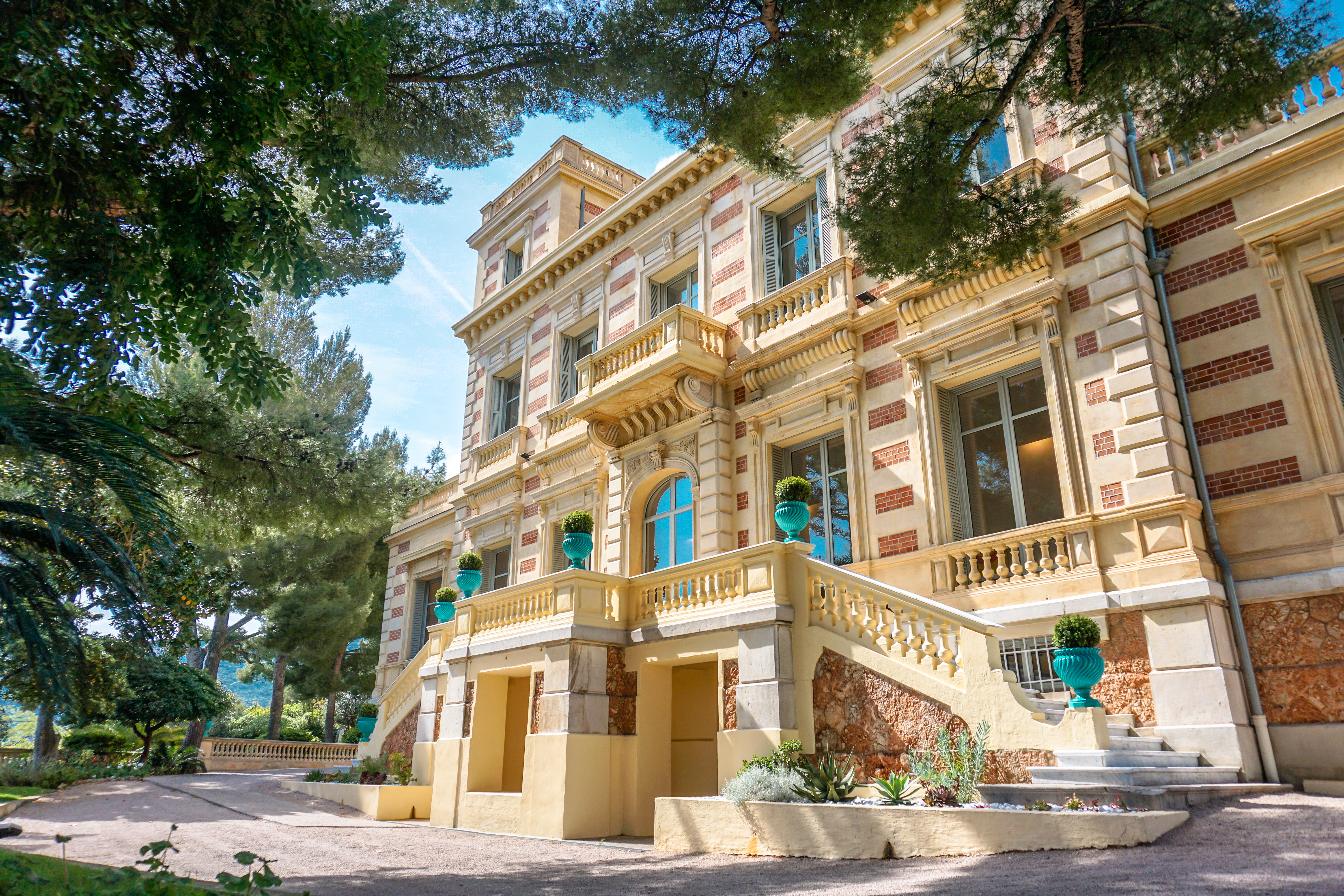
قلعه تراس‌ها
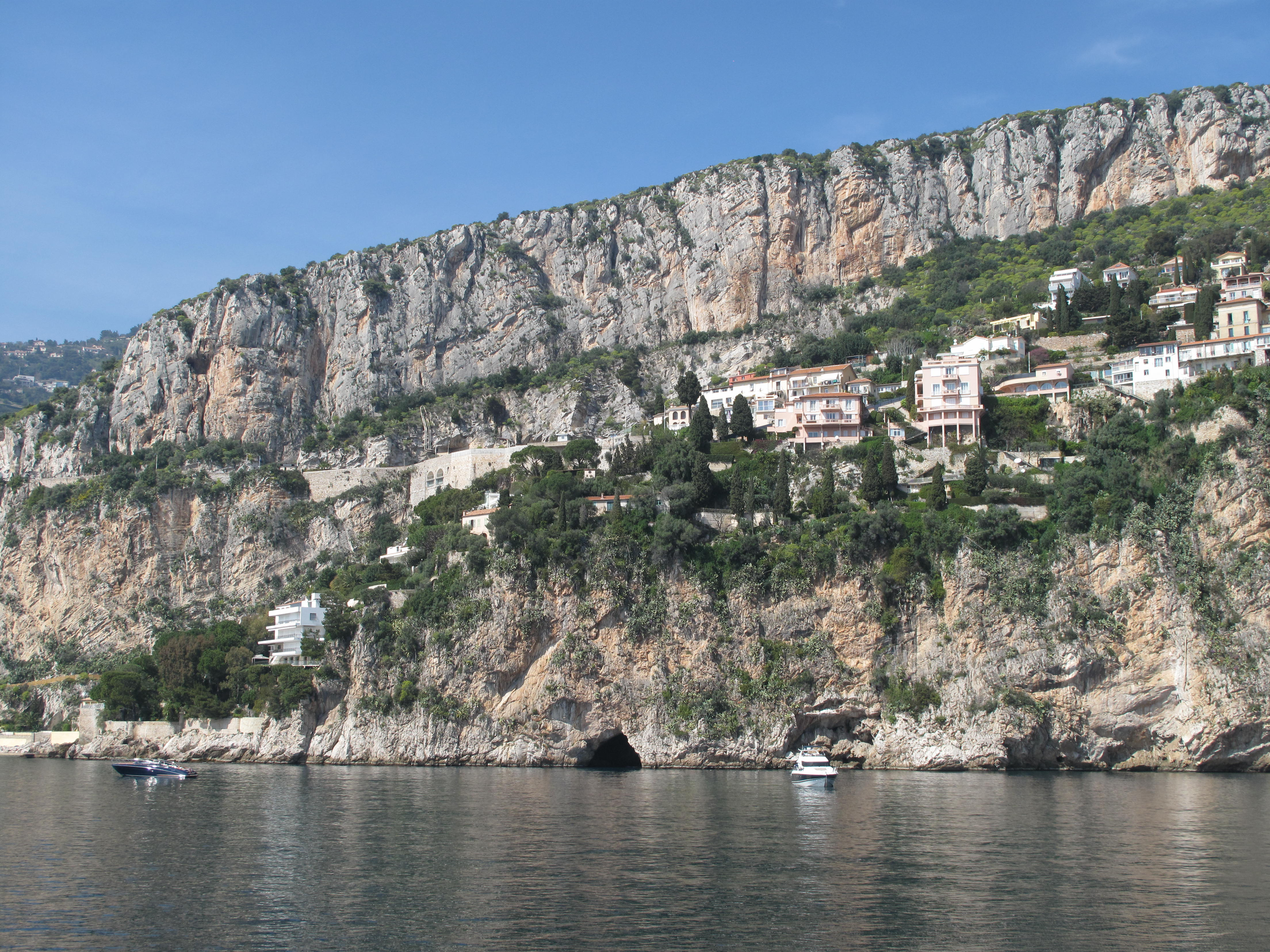
صخره‌های دریایی
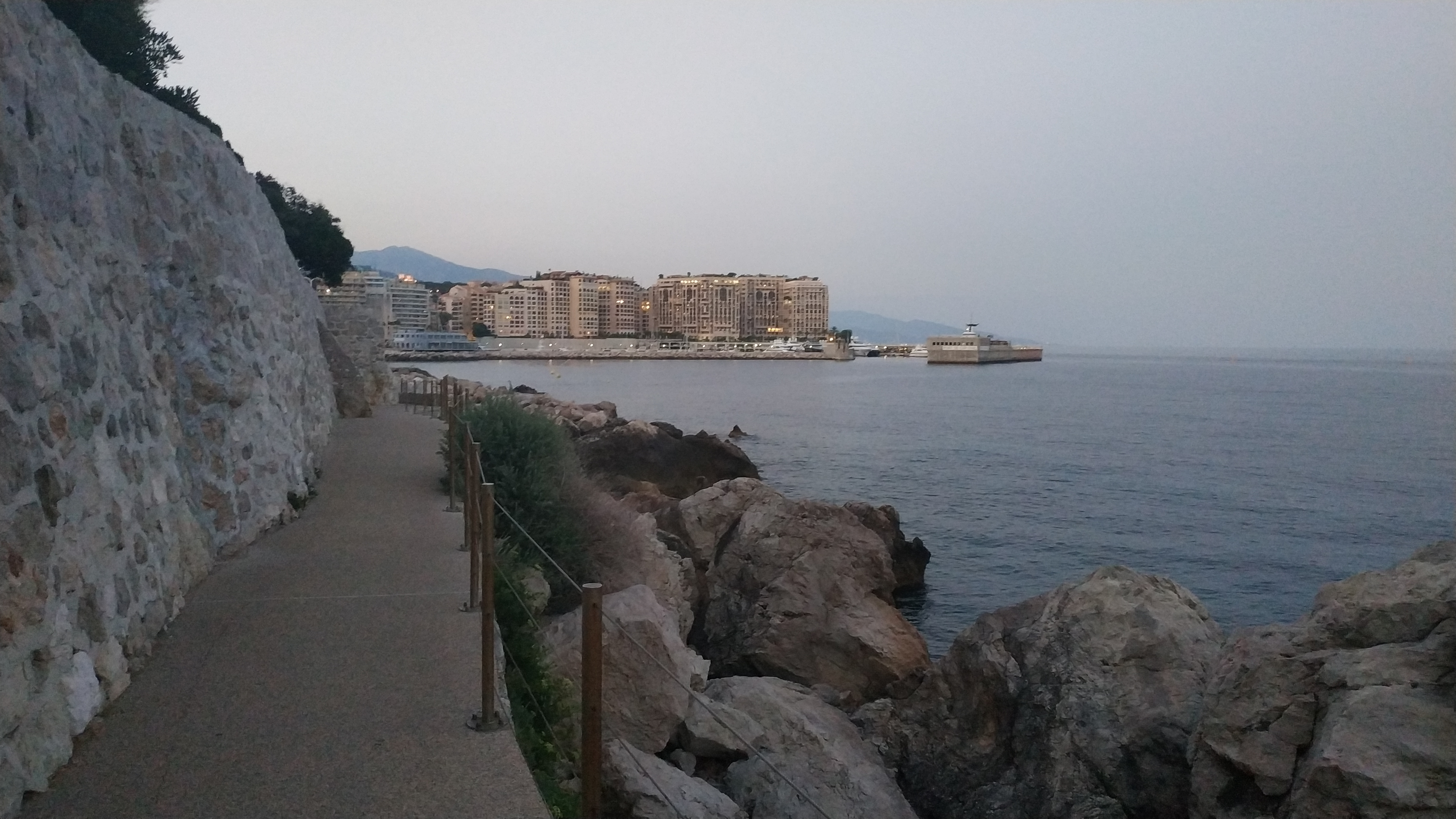
مسیر ساحلی بین کپ-دای و موناکو